# スカンピン
『スカンピン』は、1976年4月25日に発売された鈴木慶一とムーンライダーズのシングル。

## 概要
ファースト・アルバム『火の玉ボーイ』（1976年1月25日発売）からのシングルカットで、ジャケットも同アルバムのイラスト（画：中村まさみ）が流用されている。
表題曲及びカップリングの「あの娘のラブレター」共に、矢野顕子と宮悦子がコーラス参加。矢野は「スカンピン」でピアノ演奏も行っている。
「スカンピン」は、発売から37年後の2013年公開の映画『探偵はBARにいる2 ススキノ大交差点』（橋本一監督）のエンディングテーマに使用。同映画のサウンドトラックにも収録されている。

## 収録曲
全編曲：鈴木慶一 with ムーンライダーズ

### Side A
1. スカンピン  –  (4:59)
作詞・作曲：鈴木慶一

### Side B
1. あの娘のラブレター  –  (2:33)
作詞：鈴木慶一 · 岡田徹、作曲：岡田徹、ホーン編曲：矢野誠

## カヴァー
スカンピン
- 和田アキ子  –  アルバム『今日までそして明日から』（2006年10月25日発売）に収録。アレンジは白井良明が担当[2]。
- 六角精児  –  アルバム『人は人を救えない』（2022年04月20日発売）に収録。鈴木慶一もギターで参加[3][4]。